# Biotopo Sorgente Resenzuola
Il Biotopo Sorgente Resenzuola è un'area naturale protetta del Trentino-Alto Adige istituita nel 1994.
Occupa una superficie di 4,34 ha nel comune di Grigno, in Provincia autonoma di Trento.
Il Biotopo Sorgente Resenzuola è considerato Sito di Importanza Comunitaria (codice: IT3120029) in quanto esempio di relitto di ontaneta di fondovalle solcato da una risorgiva, il rio Resenzuola. L'area è di rilevante importanza per la riproduzione di anfibi e rettili e per la nidificazione, sosta e /o svernamento di specie di uccelli protette o in forte regresso, e/o a distribuzione localizzata sulle Alpi.

## Fauna
Nel biotopo è presente la tipica fauna legata agli ambienti umidi a cominciare dai pesci con la trota fario, la trota marmorata, lo scazzone e tra gli anfibi va segnalata la raganella. Rilevante è anche il valore ornitologico dell'area, ove sono presenti specie tipiche degli ambienti umidi, quali il germano reale, la gallinella d'acqua, il martin pescatore e il merlo acquaiolo.

## Flora
L'area protetta presenta al suo interno un consistente numero di specie vegetali, alcune delle quali di importanza comunitaria secondo la Direttiva Habitat.
La tipologia ambientale è caratterizzata dalla presenza di una vegetazione molto varia che comprende, lungo il rio Resenzuola, dei lembi di prato umido e dei canneti di cannucce di palude, ai quali si aggiungono boschi ripariali di ontano nero, ontano bianco e frassino maggiore.